# Samsung Galaxy A
A série Samsung Galaxy A é uma linha de smartphones intermediários de baixo a médio nível fabricados pela Samsung Electronics. Os primeiros modelos da série, Samsung Galaxy A3 e A5 de primeira geração, foram apresentados em dezembro de 2014 e lançados em março de 2015. 
Após o anúncio da série de 2017, a Samsung anunciou que venderá até 20 milhões de smartphones da série Galaxy A, visando consumidores na Europa, África, Ásia, Oriente Médio e América Latina.
Em 2019 a maioria dos modelos da série Galaxy A estava disponível na maioria dos países, assim como o Galaxy Tab A.

## Linha do tempo

### Samsung Galaxy Alpha
O Samsung Galaxy Alpha foi apresentado em 13 de agosto de 2014 e lançado em setembro de 2014. Um dispositivo sofisticado, o Galaxy Alpha é o primeiro smartphone da Samsung a incorporar uma armação metálica e mais materiais premium, embora o restante de sua aparência física ainda se assemelhe a modelos anteriores, como o Galaxy S5. Ele também incorpora o Qualcomm Snapdragon 801 ou o novo system-on-a-chip Exynos 5430 da Samsung, que é o primeiro chip móvel a usar um processo de fabricação de 20 nanômetros. No entanto, o Galaxy Alpha recebeu críticas variadas: embora elogiado por sua construção e design de maior qualidade em comparação com a construção plástica dos modelos Galaxy anteriores, o dispositivo foi criticado por suas especificações modestas em comparação com o carro-chefe Galaxy S5, com o Alpha sendo criticado por falta de resistência à água, tela com resolução mais baixa (720p contra 1080p) e nenhum slot MicroSD para armazenamento expansível. O Alpha também estreou com um preço alto demais para o que alguns consideravam um smartphone intermediário, embora compartilhando o mesmo Snapdragon 801 que o Galaxy S5, a maioria dos celulares anteriores com o Snapdragon 801 já estavam no mercado há meses e viu quedas de preços. Após o seu lançamento, o CEO da Samsung Electronics, JK Shin, explicou que o Alpha foi "construído e projetado com base nos desejos específicos do mercado consumidor". A empresa divulgou que o Galaxy Alpha marcaria uma "nova abordagem de design" para os produtos da Samsung, e que elementos do Alpha poderiam aparecer em futuros modelos da Samsung. Seu sistema operacional foi baseado no Android 4.4.4 "KitKat" com sua própria versão da TouchWiz UI. Várias atualizações foram feitas em todo o mundo e, em abril de 2015, o Android 5.0.2 "Lollipop" foi disponibilizado por meio de uma atualização OTA.

### Samsung Galaxy Tab A
Em março de 2015, a Samsung lançou a série Galaxy Tab A com telas de 8 e 9 polegadas, uma caneta S Pen e aplicativos Microsoft pré-carregados. O recurso S Pen da série Galaxy Tab A torna o primeiro dispositivo Samsung Galaxy equipado com a caneta da Samsung fora da série Note. 

### Samsung Galaxy A (série 2016)
Novos recursos foram introduzidos na série Galaxy A 2016, que incluem uma construção com metal e vidro, NFC que suporta Samsung Pay, recurso de carregamento rápido da Samsung Adaptive Fast charging, e maior duração da bateria. A série Galaxy A (2016) é semelhante ao Galaxy S6 e ao Galaxy Note 5, lançados em abril de 2015 e agosto de 2015, respectivamente. 

### Samsung Galaxy A (série 2017)
Em janeiro de 2017, a Samsung lançou a edição 2017 da série Galaxy A. Os novos recursos aprimorados incluem câmeras frontal e traseira de 16 megapixels, um Exynos 7 Octa 7880 SoC, uma tela de vidro 3D (semelhante ao Samsung Galaxy S6 edge+, Galaxy Note 5 e Galaxy S7), sensores de barômetro e giroscópio, e certificação IP68 para resistência á água e poeira, bem como suporte para o Gear 360 (2017). O novo design da série é muito semelhante ao Galaxy S7 e S7 Edge, lançados em março de 2016.

### Samsung Galaxy A (série 2018)
A série Galaxy A 2018 foi introduzida com muitos recursos avançados, como o Infinity Display da Samsung, certificação IP (A8 e A8+), Samsung Experience UI, carregamento rápido, corpo único de vidro, várias câmeras traseiras compatíveis com PDAF, Always on Display e um scanner de impressão digital presente na parte traseira. 

### Samsung Galaxy A (série 2019)
A Samsung apresentou a série Galaxy A de intermediários inferiores em fevereiro de 2019 com especificações e recursos avançados, como uma câmera com lentes múltiplas, novo "display infinito", novo software Samsung One UI, scanner de impressão digital no display, baterias de maior capacidade com carregamento rápido, SoCs mais poderosos e maior RAM e armazenamento. O recurso de estabilização de vídeo retornou após ser removido do Galaxy A (série 2017). A série compreende o Galaxy A2 Core, Galaxy A10e, Galaxy A10, Galaxy A10s, Galaxy A20e, Galaxy A20, Galaxy A20s, Galaxy A30, Galaxy A30s, Galaxy A40, Galaxy A40s, Galaxy A50, Galaxy A50s, Galaxy A60, Galaxy A70, Galaxy A70s, Galaxy A80 e Galaxy A90 5G.

### Samsung Galaxy A (série 2020)
A Samsung apresentou a nova série Galaxy A 2020 apenas alguns meses após o lançamento de seu antecessora, a Galaxy A série 2019. A série trouxe novos recursos, como design geométrico, SoCs mais novos e mais rápidos (em comparação com o antecessor), tela Infinity O (em alguns dispositivos) e mais opções de RAM e armazenamento. A série compreende o Galaxy A01 Core, Galaxy A01, Galaxy A11, Galaxy A21, Galaxy A31, Galaxy A41, Galaxy A51, Galaxy A71.

### Samsung Galaxy A (série 2021)
A Samsung apresentou a nova série Galaxy A 2021. A série compreende o Galaxy A02, Galaxy A12, Galaxy A22, Galaxy A32, Galaxy A42, Galaxy A52, Galaxy A72.

### Samsung Galaxy A (série 2022)
A Samsung apresentou a nova série Galaxy A 2022. A série compreende o Galaxy A03 Core, Galaxy A03, Galaxy A13, Galaxy A23, Galaxy A33, Galaxy A53, Galaxy A73.

### Samsung Galaxy A (série 2023)
A Samsung apresentou a nova série Galaxy A 2023. Mantendo um design padrão a linha S do mesmo ano, além de diminuir a quantidade de aparelhos no ano, em relação aos anos anteriores. A série compreende o Galaxy A04, Galaxy A14, Galaxy A24, Galaxy A34 e Galaxy A54.

### Samsung Galaxy A (série 2024)
A Samsung apresentou a nova série Galaxy A 2024. Mantendo um design padrão a linha S do mesmo ano, além de diminuir a quantidade de aparelhos, assim como fez no ano anterior. A série compreende o Galaxy A05, Galaxy A05s, Galaxy A15, Galaxy A25, Galaxy A35 e Galaxy A55.